# Christine (1983)
Christine is een Amerikaanse horrorfilm uit 1983 van regisseur John Carpenter. De film is gebaseerd op het gelijknamige boek van Stephen King. De drie hoofdrollen worden gespeeld door Keith Gordon, John Stockwell en Alexandra Paul.

## Verhaal
Arnold (Arnie) Cunningham en Dennis Guilder zijn twee vrienden en klasgenoten, ze zitten in het laatste jaar van de highschool. Dennis speelt in het footballteam en is populair bij de meisjes. Arnie is een buitenbeentje, een nerd die gepest wordt door de andere leerlingen met name door de pestkop Buddie Repperton en z'n kameraden.
Als Dennis en Arnie op een gegeven moment naar huis rijden ziet Arnie een Plymouth Fury uit 1958 staan op een verlaten erf. Arnie vindt de auto, wat eigenlijk een wrak is, direct geweldig en besluit hem te kopen voor $250,-, ondanks protesten van Dennis die dat veel te veel geld vindt. Christine, zo heet de auto, start wel maar daar is dan ook alles mee gezegd.
Eenmaal thuisgekomen zijn Arnie's ouders niet blij met de koop die hij gedaan heeft en ze willen Christine niet op de oprit hebben. Hierop besluit Arnie de auto te stallen bij een doe-het-zelf-garage van Will Darnell, daar kan hij Christine ook opknappen. Door Arnie's handigheid ziet de auto er binnen een maandje weer als nieuw uit. De auto heeft echter een abnormale invloed op hem, hij verandert van een gevoelige nerd in een stoere bink. Hij wordt opstandig tegen zijn ouders en slaat het mooiste meisje (Leigh Cabot) van de school aan de haak. Ondertussen ziet hij Dennis steeds minder.
Het blijkt dat iedereen die Arnie dwarszit, of die tussen hem en Christine in wil komen, genadeloos uit de weg wordt geruimd. Dit leidt tot grote bezorgdheid bij Dennis en Leigh, de vriendin van Arnie.
Dennis en Leigh besluiten om de auto te vernietigen, maar dit gaat niet zonder slag of stoot.

## Rolverdeling
| Acteur                                 | Personage                   |
| -------------------------------------- | --------------------------- |
| Keith Gordon                           | Arnold (Arnie) Cunningham   |
| John Stockwell                         | Dennis Guilder              |
| Alexandra Paul                         | Leigh Cabot                 |
| Harry Dean Stanton                     | Rechercheur Rudolph Junkins |
| Robert Prosky                          | Will Darnell                |
| William Ostrander                      | Buddy Repperton             |
| Roberts Blossom                        | George LeBay                |
| Christine Belford                      | Regina Cunningham           |
| Robert Darnell                         | Michael Cunningham          |
| David Spielberg                        | Mr. Casey                   |
| Malcolm Danare                         | Moochie Wells               |
| Steven Tash                            | Rich Cholony                |
| Stuart Charno                          | Don Vandenberg              |
| Kelly Preston                          | Roseanne                    |
| Douglas Warhit                         | Bemis                       |
| Keri Montgomery                        | Ellie                       |
| Plymouth Fury 1958 / Savoy / Belvedere | "Christine"                 |

## Trivia
In de film wordt de rol van boosaardige auto vertolkt door een 1958 Plymouth Fury. Tijdens de opnames van de film werden meerdere versies van de Fury vernield, maar de meeste stuntauto's waren Plymouth Savoy en Belvedere modellen die werden aangepast om op een Fury te lijken.

## Soundtrack
De soundtrack van de film bevat veelal rock&roll liedjes uit de jaren 50/60.
1. George Thorogood and the Destroyers – "Bad to the Bone" (4:55)
2. Buddy Holly & the Crickets – "Not Fade Away" (2:17)
3. Johnny Ace – "Pledging My Love" (2:27)
4. Robert & Johnny – "We Belong Together" (2:40)
5. Little Richard – "Keep A-Knockin'"  (2:10)
6. Dion and The Belmonts – "I Wonder Why" (2:18)
7. The Viscounts – "Harlem Nocturne"  (2:25)
8. Thurston Harris – "Little Bitty Pretty One" (2:23)
9. Danny & The Juniors – "Rock 'n' Roll is Here to Stay" (2:29)
10. John Carpenter & Alan Howarth – "Christine Attacks (Plymouth Fury)" (2:11)
11. Larry Williams – "Bony Moronie" (3:02)

De volgende nummers stonden niet op deze soundtrack, maar werden in de film gebruikt en vermeld in de aftiteling van de film:
- ABBA – "The Name of the Game"
- Bonnie Raitt – "Runaway"
- Ritchie Valens – "Come on, Let's Go"
- Tanya Tucker – "Not Fade Away"
- The Rolling Stones – "Beast of Burden"